# ニッポン放送ショウアップナイタースペシャル 伊集院光の集まれ!野球おじさん
『ニッポン放送ショウアップナイタースペシャル 伊集院光の集まれ!野球おじさん』（ニッポンほうそうショウアップナイタースペシャル いじゅういんひかるのあつまれ!やきゅうおじさん）はニッポン放送で2023年4月15日から放送開始のラジオのスポーツ番組。

## 概要
この番組は、2022年のナイターオフに放送された『ラジオペナントレースNEXT powered by ニッポン放送ショウアップナイター』の中で、伊集院光の持ち込み企画である『集まれ!野球おじさん』がリスナーやプロ野球のファンから「レギュラー化を望む熱烈な声」を受けて、プロ野球のナイター中継の無い日にレギュラー番組として放送を開始することになった。伊集院がニッポン放送でレギュラー番組のパーソナリティを担当するのは『伊集院光のOh!デカナイト』以来、およそ28年ぶりのこととなる。
この番組では、伊集院が「野球に関する」難しい問題を作成し、出題を行うもので、芸能界の中でもベテランの野球ファンが答えを考えるもので、正解数を競うものではなくて、いわば「居酒屋トーク」で野球知識を回答者全員で絞り出しあって、正解にたどり着く「脳トレ的 野球クイズ」である。
今回のレギュラー化について伊集院光は「野球ガチ勢のおじさんたちが脳を活性化しながら、いい歳こいてキャッキャする番組です。老若男女問わず楽しんでください。」とコメントしている。

## 放送時間
- 2023年4月15日・6月10日 土曜日 17時50分-20時[3]
- 2023年8月20日 日曜日 19時-20時[3][注釈 1]
- 2024年2月3日 土曜日 17時50分-20時[4][注釈 2]
- 2024年8月26日 月曜日 17時30分-19時[5]

## 放送リスト
- 2023年4月15日のゲスト：岡田圭右（ますだおかだ）、つぶやきシロー、ビビる大木、松本秀夫、田尾安志
- 2023年6月10日のゲスト：松村邦洋、岡田圭右（ますだおかだ）、やくみつる、パンチ佐藤
- 2023年8月20日のゲスト：三村マサカズ（さまぁ〜ず）、つぶやきシロー、井森美幸
- 2024年2月3日のゲスト：三村マサカズ（さまぁ〜ず）、つぶやきシロー、ビビる大木、山根良顕（アンガールズ）、松本秀夫
- 2024年8月26日のゲスト：岡田圭右（ますだおかだ）、松村邦洋、三村マサカズ（さまぁ〜ず）・スペシャルゲスト：岡島秀樹[5]